# Habitatge al raval de Santa Anna, 26 (Reus)
L'Habitatge al raval de santa Anna, 26, és un edifici del municipi de Reus (Baix Camp) inclòs a l'Inventari del Patrimoni Arquitectònic de Catalunya com a Bé Cultural d'Interès Local.

## Descripció
És un edifici cantoner de planta baixa, entresol i tres pisos superiors més. Hi ha gran nombre d'obertures, totes elles allindanades i organitzades de forma de simètrica a les dues façanes. La major part són balcons de ferro forjat, amb les baranes de cada pis diferents de la resta. Els balcons tenen la base motllurada i suportada per mènsules ornamentades. L'edifici acaba amb una cornissa amb mènsules i alguna sanefa de motius geomètrics. La planta baixa i l'entresol tenen un fals encoixinat fet amb ciment. El més destacat del conjunt, però, és la part de la façana que correspon als pisos, ornamentada amb peces ceràmiques en baix relleu amb motius florals disposats en bandes verticals a manera de plafó al costat de les obertures.
L'any 1910, Josep Miarnau Navàs, empresari d¡'infraestructures ferroviàries, va comprar la casa i s'hi va instal·lar amb la seva família.